# Saint-Crépin-Ibouvillers (comuna suprimida)
Saint-Crépin-Ibouvillers era una comuna francesa situada en el departamento de Oise, de la región de Alta Francia, que el uno de enero de 2015 fue suprimida al fusionarse con la comuna de Montherlant, y formar la comuna nueva de Saint-Crépin-Ibouvillers.

## Demografía
| Gráfica de evolución demográfica de Saint-Crépin-Ibouvillers (comuna suprimida) entre 1800 y 2014 |
|                                                                                                   |

Los datos demográficos contemplados en este gráfico de la comuna de Saint-Crépin-Ibouvillers se han cogido de 1800 a 1999de la página francesa EHESS/Cassini, y los demás datos de la página del INSEE.